# Ilja Ivanovič Ivanov
Ilja Ivanovič Ivanov (rusky Илья́ Ива́нович Ивано́в; 20. červencejul./ 1. srpna 1870greg. – 20. března 1932) byl ruský a sovětský biolog, jehož specializací byla problematika inseminace a mezidruhového křížení. Koncipoval kontroverzní pokusy o zkřížení člověka s jinými primáty.

## Biografie
Ilja Ivanovič Ivanov se narodil ve vsi Ščigry v Kurské gubernii v Rusku. V roce 1896 absolvoval Charkovskou univerzitu a v roce 1907 se stal řádným profesorem. Několik let studoval v zahraničí, absolvoval teoretická i praktická školení v Pasteurově ústavu v Paříži. Pracoval jako vědec v přírodní rezervaci Askania-Nova, v letech 1917–1921 a 1924–1930 ve Státním institutu experimentální veterinární medicíny (Государственный институт экспериментальной ветеринарии), v Ústřední experimentální stanici pro výzkum reprodukce domácích zvířat (Центральная опытная станция по вопросам размножения домашних животных) v letech 1921–1924 a také v letech 1928–1930 v Moskevském vyšším institutu zootechniky (Московский зоотехнический институт).
Na začátku dvacátého století Ilja Ivanov zdokonalil techniku inseminace a její praktické využití v chovu koní. Dokázal, že technika umělého oplodnění umožní, aby jeden hřebec oplodnil až 500 klisen (namísto 20–30 přirozeným oplodněním). Výsledky ve své době vzbudily senzaci a Ivanovova stanice byla navštěvována chovateli koní z celého světa.

## Hybridizační experimenty
Velmi kontroverzní byly výzkumné pokusy zkřížit člověka s opicí. Již v roce 1910 přednesl takovou myšlenku na zoologickém kongresu ve Štýrském Hradci a popsal možnost získat křížence umělým oplozením.
Ve dvacátých letech Ivanov připravil sérii pokusů směřujících k vytvoření křížence člověka a opice. Použil lidské sperma, ale samice šimpanzů nezabřezly. V roce 1929 zorganizoval sérii pokusů, kde se pokoušel opičí sperma aplikovat dobrovolnicím, ale experimenty se opozdily, když Ivanovovi pošel poslední orangutan.
Radikální politické změny v Sovětském svazu se projevily i na poli vědy a spolu s Ivanovem řada vědců věnujících se primárnímu výzkumu přišla o svá místa. Na jaře 1930 byl Ivanov na veterinárním institutu podroben politické kritice. Nakonec byl 13. prosince 1930 uvězněn. Byl odsouzen k pětiletému vyhnanství v Alma Atě, kde pracoval v Kazašském veterinárně zoologickém institutu až do smrti na mozkovou mrtvici 20. března 1932. Nekrolog napsal respektovaný fyziolog a biolog Ivan Petrovič Pavlov.

## Opera Orango
Ivanovova práce se stala jedním z inspiračních zdrojů nedokončené satirické opery Orango, jejíž Prolog načrtl v roce 1932 Dmitrij Šostakovič na libreto A. N. Tolstého a Alexandra Osipoviče Starčakova, ale myšlenku později opustil a definitivně odložil. Rukopis nalezla ruská muzikoložka Olga Donská v Glinkově muzeu v Moskvě v roce 2004. Dílo v instrumentaci Gerarda McBurney mělo premiéru 2. prosince 2011 v Los Angeles, provedla jej Losangeleská filharmonie pod taktovkou Esa-Pekky Salonenena.